# You (Tuxedomoon)
You è il sesto album in studio del gruppo post-punk statunitense Tuxedomoon, pubblicato nel 1987.

## Tracce
1. Roman P. – 3:20
2. The Train – 4:33
3. 2000 – 5:13
4. Never Ending Story – 7:40
5. Stockholm – 3:23
6. Boxman (Mr. Niles) – 2:23
7. Spirits & Ghosts – 7:42
8. Boxman (The City) – 2:24
9. You – 5:38
10. Boxman (Home) – 2:30